# Gorski brijest
Gorski brijest (glatki brijest, lat. Ulmus glabra) je do 40 m visoko stablo ravnog debla i široke krošnje, raste obično u području šuma bukve. 

## Opis
Grančice su mu odebele i dlakave. Pupovi su tamni, rđasto-dlakavi i tupi. Lišće je obrnuto jajoliko, 8-16 cm dugo, veoma hrapavo, na bujnijim mladicama s 3 vrha. Cvjetovi su u ovećim kiticama, kojima su peteljke duže nego kod nizinskog brijesta. Prašnici su ljubičasti. Njuške su crvene, plodnica i sjemenka goli. Plod je do 2,5 cm dug, obrnuto jajolik. Sjemenka se nalazi u sredini ploda. 

## Rasprostranjenost
Raste u srednjoj i južnoj Europi, a prema sjeveru dopire znatno dalje od nizinskog brijesta. Rasprostranjen je i u Aziji. U Alpama ga ima do 1400 m visine.

## Sinonimi
Ulmus campestris L. (1753.); scabra Miller (1769.); montana Stocker (1787.); nuda Ehrh. (1791.); latifolia Salisbury (1796.); effusa Sibthorp (1794.); excelsa Borkhausen (1800.); glutinosa Willdenow (1809.); corylacea Dimortier (1827.); sparsa Dimortier (1827.); major Host(1827.); forficata Presl (1841.); viscosa Desf. (1821.); auriculata Hartig (1850.); leucosperma Schur (1853.); corylifolia Boreau (1857.); leucocarpa Schur (1866.); cabennensis Audibert (1873.); pannonica Simonkai (1898.); scabra var. typica (1904.); scabra var. montana (1910.) sukaczevii Andronov (1955).